# Shaun Gore
Shaun Gore (sinh ngày 21 tháng 9 năm 1968 ở West Ham, Anh) là một cựu cầu thủ bóng đá người Anh và coach.
Sau khi chấn thương làm kết thúc sự nghiệp hứa hẹn của ông với Fulham, ông trở thành Giám đốc Cộng đồng của Chelsea FC năm 1992. Năm 2005, ông sa thải huấn luyện viên của Nữ Chelsea George Michaelas và tự mình vận hành đội bóng cho đến khi Steve Jones lên thay thế năm 2008.